# 간접사실
간접사실(間接事實) 혹은 징빙(徵憑)은 소송법상의 개념으로 주요사실의 존부를 경험칙에 의해 추증시키는 자료로 되는 사실을 뜻한다. 간접사실을 증명하는 것을 간접증거라고 한다. 예를 들어 대금반환청구소송에서 미리 피고가 원고에게 돈을 빌리고 싶다고 의뢰하고 있던 사실이나 당시 피고가 자금에 곤란을 받고 있던 사실은 원고·피고간의 소비대차계약)이 성립된 사실을 추측시키는 간접사실이다.

## 판례
- "의사의 의료행위가 그 과정에 주의의무 위반이 있어 불법행위가 된다고 하여 손해배상을 청구하는 경우에도 일반의 불법행위와 마찬가지로 의료행위상의 과실과 손해의 발생 및 그 과실과 손해발생 사이의 인과관계가 있어야 하는 것이고, 이에 대한 입증책임은 환자 측에서 부담한다고 할 것이지만, 의료행위는 고도의 전문적 지식을 필요로 하는 분야이고, 그 의료의 과정은 대개의 경우 환자 본인이 그 일부를 알 수 있는 외에 의사만이 알 수 있을 뿐이며, 치료의 결과를 달성하기 위한 의료기법은 의사의 재량에 달려 있기 때문에 전문가가 아닌 보통인으로서는 의사의 의료행위의 과정에 주의의무 위반이 있는지의 여부나 그 주의의무 위반과 손해발생 사이에 인과관계가 있는지 여부는 이를 밝혀내기가 극히 어려운 특수성이 있으므로, 이 사건에서와 같이 환자가 수술 도중에 사망의 원인이 된 증상이 발생한 경우에는 그 증상 발생에 관하여 의료상의 주의의무 위반행위를 제외한 다른 원인이 있다고 보기 어려운 여러 간접사실들을 입증함으로써 그와 같은 증상이 의료상의 주의의무 위반행위에 기한 것이라고 추정하는 것도 가능하다."[1]

- "의료행위는 고도의 전문적 지식을 필요로 하는 분야로서 전문가가 아닌 일반인으로서는 의사의 의료행위의 과정에 주의의무 위반이 있는지의 여부나 그 주의의무 위반과 손해발생 사이에 인과관계가 있는지 여부를 밝혀내기가 극히 어려운 특수성이 있으므로 수술 도중 환자에게 사망의 원인이 된 증상이 발생한 경우 그 증상 발생에 관하여 의료상의 과실 이외의 다른 원인이 있다고 보기 어려운 간접사실들을 입증함으로써 그와 같은 증상이 의료상의 과실에 기한 것이라고 추정하는 것도 가능하다고 하겠으나, 그 경우에도 의사의 과실로 인한 결과발생을 추정할 수 있을 정도의 개연성이 담보되지 않는 사정들을 가지고 막연하게 중한 결과에서 의사의 과실과 인과관계를 추정함으로써 결과적으로 의사에게 무과실의 입증책임을 지우는 것까지 허용되는 것은 아니라고 할 것이다"[2]

## 같이 보기
- 주요사실
- 요건사실론
- 요증사실
- 입증책임